# Bushraya Hamudi Bayun
Bushraya Hamudi Bayun (arabiska: بوشراية حمودي بيون), född 1954, är en västsaharisk politiker, som sedan 13 januari 2020 är Västsaharas premiärminister, egentligen Sahariska arabiska demokratiska republiken (SADR), som gör anspråk på Västsahara, vilket dock till största delen är ockuperat av Marocko i strid mot folkrätten.
Bayun har tidigare varit SADR:s premiärminister under perioderna 1993–1995 och 1999–2003. Han har innehaft olika ministerposter i tidigare regeringar.
Han blev 2008 Front Polisarios representant i Spanien.
Den 13 januari 2020 inledde han sin tredje period som premiärminister, då han efterträdde Mohamed Wali Akeik.